# SN 2009io
SN 2009io – supernowa odkryta 13 sierpnia 2009 roku w galaktyce UGC 11666. W momencie odkrycia miała maksymalną jasność 18,90m.